# Kriegerehrenmal Schlosspark Ritzebüttel
Das Kriegerehrenmal Schlosspark Ritzebüttel an der Südersteinstraße in der niedersächsischen Kreisstadt Cuxhaven im Landkreis Cuxhaven stammt vom ersten Drittel des 20. Jahrhunderts.
Das Ehrenmal in der Gruppe der Schlossbauten steht unter Denkmalschutz (siehe auch Liste der Baudenkmale in Cuxhaven).

## Geschichte und Beschreibung

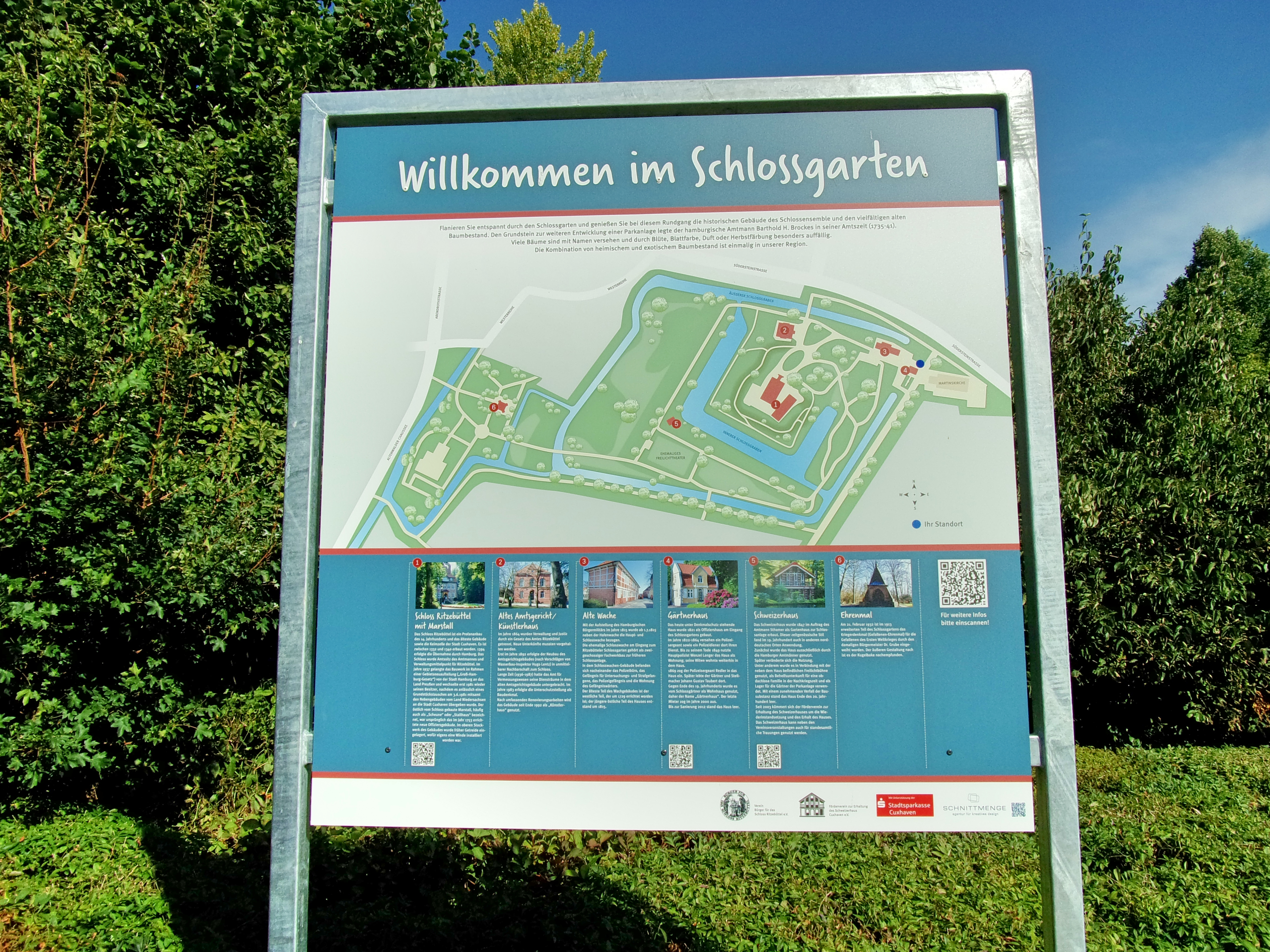
Nr. 6 im Plan

Schloss Ritzebüttel, als Burg zum Teil noch aus dem 14. Jahrhundert, umfasst das Schloss (Amtshaus) (14.–18. Jh.), den Marstall (1821), das Gerichtsgebäude (Künstlerhaus) (1892), das Alte Wachhaus (um 1750), die Toranlage, die Gartenanlage mit Gärtnerhaus (1821) und Gartenhaus als Schweizerhaus (1847), einen Gedenkstein (1797), das Ehrenmal (1932) sowie die Burggräben.
Das Ehrenmal ist der Form der Cuxhavener Kugelbake nachempfunden und wurde 1928 entworfen durch den Cuxhavener Stadtbaurat Carl Jung und 1931/32 gebaut. Der spitze Backsteinbau wurde bekrönt von einer steinernen Kugel mit Kreuz. Der nach Westen geöffnete Innenraum mit quadratischer Grundfläche wird überdeckt von einem Kappengewölbe. Es hat drei Wandflächen mit Sandsteinplatten in spitzbogigen Blendnischen. Hier wurden die Namen der über 600 Gefallenen des Ersten Weltkrieges von Cuxhaven und Amt Ritzebüttel eingemeißelt, später ersetzt durch Metalltafeln. Im Fußboden mit Mosaik wird der Umriss Deutschlands vor 1937 dargestellt.
Am 21. Februar 1932 weihte Bürgermeister Werner Grube (DVP) das Ehrenmal ein. Das Denkmal befindet sich auf dem Hofgelände des 1909 abgebrannten Krähenhofes mit der Krähenhofbrücke, das 1913 dem Gebiet des Schlossgartens hinzugefügt wurde.
Das Landesdenkmalamt befand u. a.: „… Im regional gängigen Backsteinmaterial errichtet, dem Wahrzeichen Cuxhavens, der Kugelbake, in seiner Form nachempfunden …“